# Шахиев, Загир Мухтарпашаевич
Загир Мухтарпашаевич Шахиев (род. 1999, Бамматюрт, Дагестан) — российский борец вольного стиля. Чемпион мира и Европы 2021 года. Заслуженный мастер спорта России.

## Спортивная карьера
Чеченец. Является воспитанником спортивной школы имени братьев Ирбайхановых в Хасавюрте. В сентябре 2016 года стал победителем юношеского первенства мира в Тбилиси. В ноябре 2016 года на юношеском турнире в честь трехкратного олимпийского чемпиона Бувайсара Сайтиева в Красноярске был признан лучшим борцом соревнований. В октябре 2020 года на чемпионате России победил в 1/4 финала олимпийского чемпиона Сослана Рамонова, однако в итоге занял третье место, уступив Ахмеду Чакаеву.
В Варшаве на чемпионате Европы 2021 года, российский спортсмен стал чемпионом в весовой категории до 65 кг. В финале одолел польского борца Кшиштофа Беньковского.
В 2021 году на чемпионате мира, который проходил в октябре в норвежской столице, стал чемпионом мира в весовой категории до 65 кг. В финале поборол иранского борца Амира Мохаммеда Яздани.

## Спортивные результаты
- Чемпионат мира по борьбе среди юношей 2016 — ;
- Чемпионат России по вольной борьбе 2020 — ;
- Чемпионат России по вольной борьбе 2021 — ;
- Чемпионат Европы по борьбе 2021 — ;
- Чемпионат мира по борьбе 2021 — .